# Kilkea Castle
Kilkea Castle (irisch Caisleán Chill Chá) ist eine Burg bei dem Dorf Kilkea 5 km nordwestlich von Castledermot in dem irischen County Kildare. Es war eine mittelalterliche Festung der FitzGeralds, der Earls of Kildare.

## Geschichte
1180 ließ Sir Walter de Riddlesford dort eine Motte (Burg) errichten. Eine Enkelin von ihm heiratete Maurice FitzGerald, den 3. Baron of Offaly; und so kam die Herrschaft von Kilkea in den Besitz der FitzGeralds und blieb über 700 Jahre in der Familie. Sir Thomas Rokeby, der Justiciar of Ireland, nutzte die Burg als militärische Basis und starb dort 1357.
1414 verwüsteten die O’Mores und die O’Dempsies die Grenzen des englisch beherrschten Gebiets. Um ihre Gewalttätigkeiten zu begrenzen, marschierte Thomas Crawley, der Erzbischof von Dublin und der Lord Justice, von Dublin bis Castledermot. Die Truppen schritten unter militärischen Führern voran. Er begleitete sie in Umzügen und mit seinen Gebeten. Der Vorstoß erfüllte seine Erwartungen, weil der Feind in Kilkea besiegt und dahingemetzelt wurde.
Die Burg ist besonders mit Gerald, dem 11. Earl of Kildare, verbunden, der als „Wizard Earl“ bekannt war und zum männlichen Vertreter der FitzGeralds wurde, als er 12 Jahre alt war, nachdem sein Halbbruder „Silken Thomas“, der 10. Earl of Kildare, 1537 in Tyburn hingerichtet worden war. Der „Wizard Earl“ wurde nach Kontinentaleuropa zur Erziehung gesandt; und nach seiner Rückkehr nach Kildare erregte sein Interesse an der Alchemie viel Interesse bei den Nachbarn von Kilkea Castle; und man sagte, er besäße magische Kräfte.

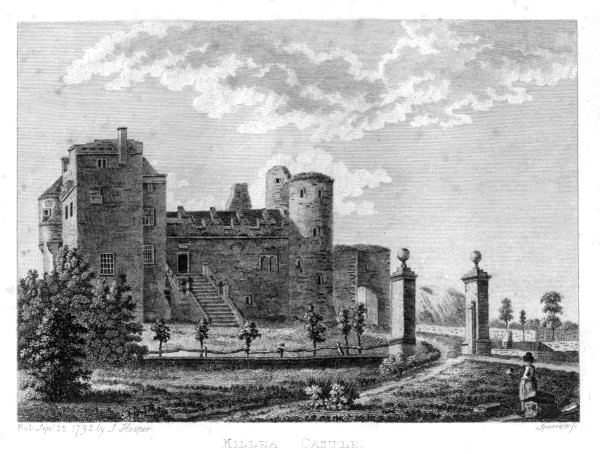
Kilkea Castle 1792

Der Earl starb 1585 und soll alle sieben Jahre auf einem silberbeschuhten weißen Streitross auf die Burg zurückkehren. 1634 wurde die Burg von der Witwe des 14. Earl of Kildare an den Jesuitenorden verpachtet; und die Kongregation blieb dort bis 1646. In diesem Jahr hatte der Orden den Erzbischof Rinuccini, den apostolischen Nuntius bei der Konföderation Irland, in Kilkea zu Gast.
Anfang des 18. Jahrhunderts machte der 19. Earl of Kildare Carton House zum Familiensitz; und Kilkea Castle wurde verpachtet. Einer der Pächter war Thomas Reynolds, ein Seidenhändler aus Dublin, ein „Freund“ des Helden von Kildare 1798, Edward Fitzgerald, durch den Reynolds zum United Irishman geworden war, um Spitzel zu werden. Seine Rolle als Spitzel bewahrte die Burg, die erst kürzlich schön ausgestattet worden war, nicht vor der Plünderung während der Rebellion. Nach einem Brand 1849 war Lord Walter, der 3. Duke of Leinster, ein Gründungsmitglied der Kildare Archaeological Society und der größte Antiquar von Kildare. Er gab von 1904 bis zu seinem Tod 1923 die Fachzeitschrift Journals of the Association of the Preservation of the Memorial of Dead in Ireland heraus. Nach dem Verkauf von Carton House 1949 wurde Kilkea Castle zu dem Sitz des 8. Duke of Leinster.
Die Burg und das Anwesen wurden Anfang der 1960er Jahre von der Familie FitzGerald verkauft. Kilkea Castle wurde dann jahrzehntelang als Hotel betrieben, ging aber 2009 in Folge der irischen Finanzkrise in die Sequestration. Es wurde geschlossen und zum Verkauf angeboten. Ein US-amerikanischer Geschäftsmann namens Jay Cashman hat es gekauft und hat später das Hotel neu eröffnet.